# Kvassodden
Kvassodden (norwegisch für Schmale Landspitze) ist eine Landspitze an der Prinzessin-Astrid-Küste des ostantarktischen Königin-Maud-Lands. Sie liegt am Nordrand des Nivlisen.
Wissenschaftler des Norwegischen Polarinstituts benannten sie deskriptiv.